# Klein Ströbitz

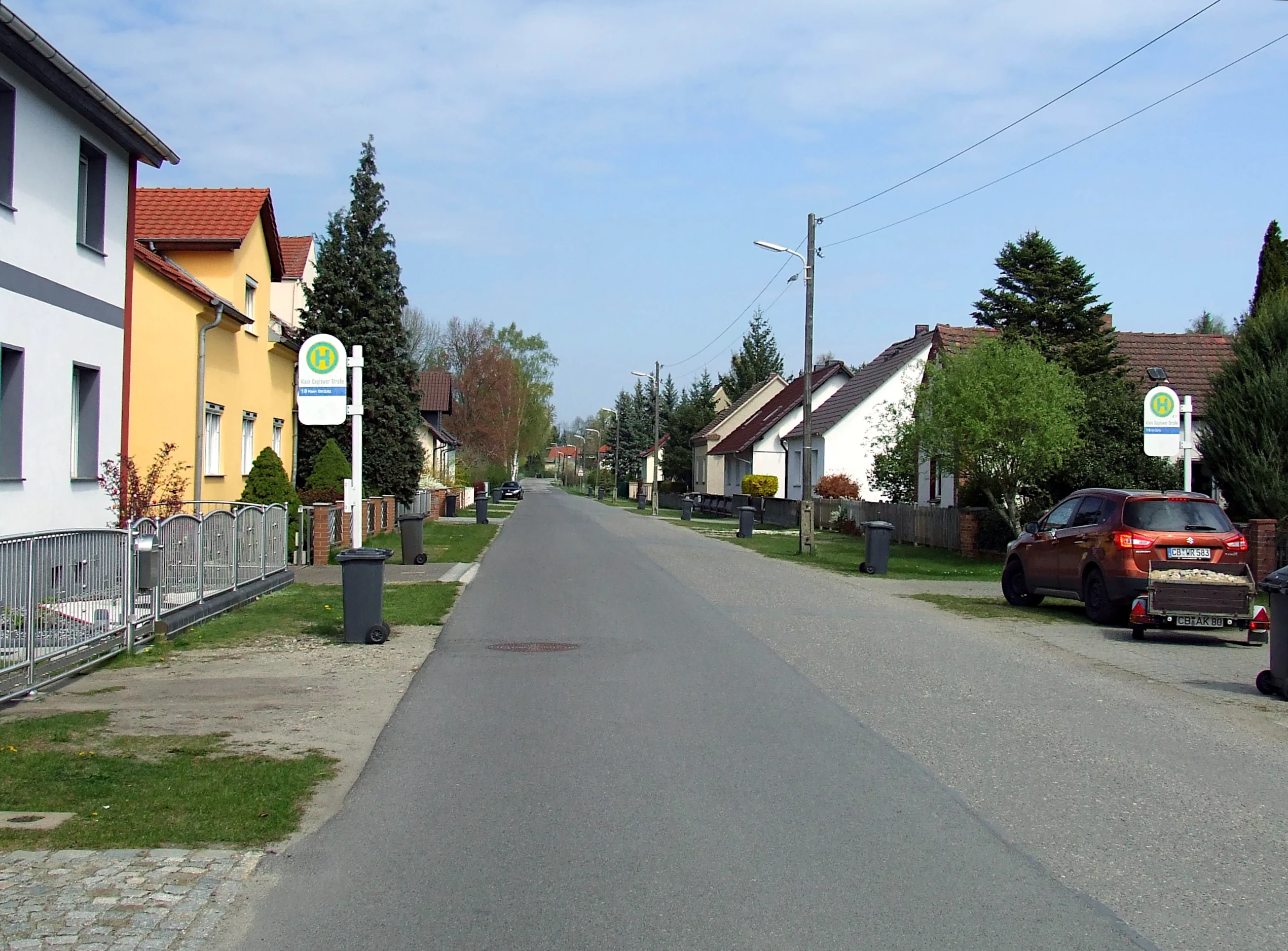
Klein Gaglower Straße, Siedlung südlich des Ortszentrums

Klein Ströbitz, niedersorbisch Strobick, ist ein Wohnplatz im Ortsteil Ströbitz der kreisfreien Stadt Cottbus in Brandenburg. Der Ort zählt zum amtlichen Siedlungsgebiet der Sorben/Wenden.

## Lage
Klein Ströbitz liegt in der Niederlausitz im Westen des Cottbuser Stadtgebietes, rund drei Kilometer südwestlich der Stadtmitte. Umliegende Ortschaften sind Ströbitz im Nordosten, die Spremberger Vorstadt im Osten, Sachsendorf im Südosten, Klein Gaglow im Süden, Hänchen im Südwesten, Kolkwitz im Westen und Zahsow im Nordwesten.
Nördlich von Klein Ströbitz läuft die Bahnstrecke Halle–Cottbus in die Bahnstrecke Berlin–Görlitz. Der Hauptbahnhof Cottbus liegt zwei Kilometer östlich des Ortes. Nördlich von Klein Ströbitz liegt die Landesstraße 49 (bis 2004 Bundesstraße 115). Der Priorgraben fließt durch den Ort.

## Geschichte
Klein Ströbitz entstand Mitte des 19. Jahrhunderts als Ausbausiedlung der Landgemeinde Ströbitz und wurde zunächst auch als Neu-Ströbitz bezeichnet. Der Ort gehörte zunächst zum Kreis Cottbus im Regierungsbezirk Frankfurt der preußischen Provinz Brandenburg. In der Topografisch-statistischen Übersicht des Regierungsbezirks Frankfurt aus dem Jahr 1867 ist das Dorf als Neu-Ströbitz mit 26 ausgebauten Gehöften der Landgemeinde Ströbitz erwähnt. Der Ort hatte zunächst ausschließlich sorbischsprachige Einwohner. Arnošt Muka ermittelte für seine Statistik über die Sorben in der Lausitz einen sorbischsprachigen Bevölkerungsanteil in der Landgemeinde Ströbitz von fast 100 Prozent. Bei der Volkszählung vom 2. Dezember 1895 bestand Klein Ströbitz aus 44 Wohnhäusern und hatte 290 Einwohner.
Nach dem Ende des Zweiten Weltkrieges gehörte Klein Ströbitz zunächst zur Sowjetischen Besatzungszone und dort zum Land Brandenburg. Am 1. Juli 1950 wurde Ströbitz in die Stadt Cottbus eingegliedert, die zeitgleich ihre Kreisfreiheit verlor. Bei der DDR-Gebietsreform am 25. Juli 1952 wurden der Landkreis Cottbus und das Land Brandenburg aufgelöst und die Stadt Cottbus mit Klein Ströbitz Teil des neu gebildeten Kreises Cottbus im Bezirk Cottbus. 1954 wurde Cottbus wieder kreisfrei. Seit der Wiedervereinigung liegt Klein Ströbitz wieder in Brandenburg.